# Troisième circonscription de l'Yonne
La troisième circonscription de l'Yonne est l'une des 3 circonscriptions législatives françaises que compte le département de l'Yonne (89) situé en région Bourgogne-Franche-Comté.

## Description géographique et démographique

### De 1958 à 1986
La troisième circonscription de l'Yonne était composée de :
- canton de Brienon-sur-Armançon
- canton de Cerisiers
- canton de Chéroy
- canton de Joigny
- canton de Pont-sur-Yonne
- canton de Saint-Julien-du-Sault
- canton de Sens-Nord
- canton de Sens-Sud
- canton de Sergines
- canton de Villeneuve-l'Archevêque
- canton de Villeneuve-sur-Yonne.

Source : Journal Officiel du 14-15 Octobre 1958.

### De 1988 à 2012
La 3e circonscription de l'Yonne est composée des cantons suivants :
- canton de Cerisiers
- canton de Chéroy
- canton de Joigny
- canton de Pont-sur-Yonne
- canton de Saint-Julien-du-Sault
- canton de Sens-Nord-Est
- canton de Sens-Ouest
- canton de Sens-Sud-Est
- canton de Sergines
- canton de Villeneuve-l'Archevêque
- canton de Villeneuve-sur-Yonne.

Carte de la troisième circonscription de l'Yonne de 1958 à 1986
Carte de la troisième circonscription de l'Yonne de 1988 à 2012

## Historique des députations
| Législature | Début de mandat | Fin de mandat  | Député            | Parti politique | Observations |
| ----------- | --------------- | -------------- | ----------------- | --------------- | --- |
| Ire         | 9 décembre 1958 | 9 octobre 1962 | Gaston Perrot     | UNR             | Mandat écourté à la suite d'une dissolution parlementaire décidée par Charles de Gaulle.                                                                       |
| IIe         | 6 décembre 1962 | 2 avril 1967   | Gaston Perrot     | UNR-UDT         | |
| IIIe        | 3 avril 1967    | 30 mai 1968    | Gaston Perrot     | UD-Ve           | Mandat écourté à la suite d'une dissolution parlementaire décidée par Charles de Gaulle.                                                                       |
| IVe         | 11 juillet 1968 | 1er avril 1973 | Gaston Perrot     | UDR             | |
| Ve          | 2 avril 1973    | 2 avril 1978   | Jacques Piot      | UDR             | |
| VIe         | 3 avril 1978    | 22 mai 1981    | Jacques Piot      | RPR             | Décédé en fonction le 2 septembre 1980. Mandat écourté à la suite d'une dissolution parlementaire décidée par François Mitterrand.                             |
| VIIe        | 2 juillet 1981  | 1er avril 1986 | Roger Lassale     | PS              | |
| VIIIe       | 2 avril 1986    | 14 mai 1988    | Philippe Auberger | RPR             | Proportionnelle par département, pas de député par circonscription. Mandat écourté à la suite d'une dissolution parlementaire décidée par François Mitterrand. |
| IXe         | 23 juin 1988    | 1er avril 1993 | Philippe Auberger | RPR             | |
| Xe          | 2 avril 1993    | 21 avril 1997  | Philippe Auberger | RPR             | Mandat écourté à la suite d'une dissolution parlementaire décidée par Jacques Chirac.                                                                          |
| XIe         | 12 juin 1997    | 18 juin 2002   | Philippe Auberger | RPR             | |
| XIIe        | 19 juin 2002    | 19 juin 2007   | Philippe Auberger | UMP             | |
| XIIIe       | 20 juin 2007    | 19 juin 2012   | Marie-Louise Fort | UMP             | |
| XIVe        | 20 juin 2012    | 20 juin 2017   | Marie-Louise Fort | UMP → LR        | |
| XVe         | 21 juin 2017    | 21 juin 2022   | Michèle Crouzet   | LREM → MoDem    | |
| XVIe        | 22 juin 2022    | 9 juin 2024    | Julien Odoul      | RN              | Mandat écourté à la suite d'une dissolution parlementaire décidée par Emmanuel Macron.                                                                         |
| XVIIe       | 8 juillet 2024  | En cours       | Julien Odoul      | RN              | |

## Historique des élections

### Élections législatives de 1958
| Candidat       | Candidat          | Parti          | Premier tour | Premier tour | Second tour | Second tour |  |
| Candidat       | Candidat          | Parti          | Voix         | %            | Voix        | %           |  |
| -------------- | ----------------- | -------------- | ------------ | ------------ | ----------- | ----------- |  |
|                | Gaston Perrot élu | UNR            | 17 666       | 37,75        | 28 170      | 60,41       |  |
|                | Jean Cordillot    | PCF            | 9 944        | 21,25        | 10 809      | 23,18       |  |
|                | Jacques Piette    | SFIO           | 7 423        | 15,86        | 7 650       | 16,41       |  |
|                | Pierre Girault    | CNIP           | 7 289        | 15,58        | Retrait     | Retrait     |  |
|                | Georges Boully    | Radsoc         | 4 476        | 9,56         | Retrait     | Retrait     |  |
|                |                   |                |              |              |             |             |  |
| Inscrits       | Inscrits          | Inscrits       | 63 117       | 100,00       | 63 100      | 100,00      |  |
| Abstentions    | Abstentions       | Abstentions    | 14 990       | 23,75        | 15 506      | 24,57       |  |
| Votants        | Votants           | Votants        | 48 127       | 76,25        | 47 594      | 75,43       |  |
| Blancs et nuls | Blancs et nuls    | Blancs et nuls | 1 329        | 2,76         | 965         | 2,03        |  |
| Exprimés       | Exprimés          | Exprimés       | 46 798       | 97,24        | 46 629      | 97,97       |  |

Jean-Baptiste Vastra, militaire retraité, était le suppléant de Gaston Perrot.

### Élections législatives de 1962
| Candidat       | Candidat                    | Parti          | Premier tour | Premier tour | Second tour | Second tour |  |
| Candidat       | Candidat                    | Parti          | Voix         | %            | Voix        | %           |  |
| -------------- | --------------------------- | -------------- | ------------ | ------------ | ----------- | ----------- |  |
|                | Gaston Perrot sortant réélu | UNR-UDT        | 19 569       | 47,06        | 25 754      | 60,94       |  |
|                | Jean Cordillot              | PCF            | 10 154       | 24,42        | 16 510      | 39,06       |  |
|                | Jean-Paul Coffre            | Radsoc         | 3 933        | 9,46         | Retrait     | Retrait     |  |
|                | Michel Cordeviola           | SFIO           | 3 322        | 7,99         | Retrait     | Retrait     |  |
|                | René Saffroy                | Modérés        | 3 216        | 7,73         | Retrait     | Retrait     |  |
|                | André Ponchel               | PSU            | 1 388        | 3,34         |             |             |  |
|                |                             |                |              |              |             |             |  |
| Inscrits       | Inscrits                    | Inscrits       | 63 362       | 100,00       | 63 348      | 100,00      |  |
| Abstentions    | Abstentions                 | Abstentions    | 20 289       | 32,02        | 18 297      | 28,88       |  |
| Votants        | Votants                     | Votants        | 43 073       | 67,98        | 45 051      | 71,12       |  |
| Blancs et nuls | Blancs et nuls              | Blancs et nuls | 1 491        | 3,46         | 2 787       | 6,19        |  |
| Exprimés       | Exprimés                    | Exprimés       | 41 582       | 96,54        | 42 264      | 93,81       |  |

### Élections législatives de 1967
| Candidat       | Candidat                    | Parti          | Premier tour | Premier tour | Second tour | Second tour |  |
| Candidat       | Candidat                    | Parti          | Voix         | %            | Voix        | %           |  |
| -------------- | --------------------------- | -------------- | ------------ | ------------ | ----------- | ----------- |  |
|                | Gaston Perrot sortant réélu | UD-Ve          | 21 391       | 41,58        | 26 283      | 53,49       |  |
|                | Jean Cordillot              | PCF            | 13 563       | 26,37        | 22 853      | 46,51       |  |
|                | Roger Mouza                 | CD (PDM)       | 8 968        | 17,43        | Retrait     | Retrait     |  |
|                | Lucien Chevalier            | FGDS (SFIO)    | 7 520        | 14,62        | Retrait     | Retrait     |  |
|                |                             |                |              |              |             |             |  |
| Inscrits       | Inscrits                    | Inscrits       | 65 480       | 100,00       | 65 476      | 100,00      |  |
| Abstentions    | Abstentions                 | Abstentions    | 12 635       | 19,3         | 13 512      | 20,64       |  |
| Votants        | Votants                     | Votants        | 52 845       | 80,7         | 51 964      | 79,36       |  |
| Blancs et nuls | Blancs et nuls              | Blancs et nuls | 1 403        | 2,65         | 2 828       | 5,44        |  |
| Exprimés       | Exprimés                    | Exprimés       | 51 442       | 97,35        | 49 136      | 94,56       |  |

Le suppléant de Gaston Perrot était Jean-Henri Grandjean, administrateur de centre d'apprentissage agricole, de Grand-Longueron, Joigny.

### Élections législatives de 1968
| Candidat       | Candidat                    | Parti          | Premier tour | Premier tour | Second tour | Second tour |  |
| Candidat       | Candidat                    | Parti          | Voix         | %            | Voix        | %           |  |
| -------------- | --------------------------- | -------------- | ------------ | ------------ | ----------- | ----------- |  |
|                | Gaston Perrot sortant réélu | UDR (URP)      | 24 161       | 46,38        | 30 396      | 62,27       |  |
|                | Jean Cordillot              | PCF            | 11 975       | 22,99        | 18 420      | 37,73       |  |
|                | Roger Treillé               | CD (PDM)       | 7 087        | 13,6         | Retrait     | Retrait     |  |
|                | Lucien Chevalier            | FGDS (SFIO)    | 4 626        | 8,88         |             |             |  |
|                | Jean-Pierre Lendais         | Modérés        | 2 865        | 5,5          |             |             |  |
|                | André Ponchel               | PSU            | 1 379        | 2,65         |             |             |  |
|                |                             |                |              |              |             |             |  |
| Inscrits       | Inscrits                    | Inscrits       | 64 937       | 100,00       | 64 942      | 100,00      |  |
| Abstentions    | Abstentions                 | Abstentions    | 12 162       | 18,73        | 13 764      | 21,19       |  |
| Votants        | Votants                     | Votants        | 52 775       | 81,27        | 51 178      | 78,81       |  |
| Blancs et nuls | Blancs et nuls              | Blancs et nuls | 682          | 1,29         | 2 362       | 4,62        |  |
| Exprimés       | Exprimés                    | Exprimés       | 52 093       | 98,71        | 48 816      | 95,38       |  |

Le suppléant de Gaston Perrot était Jean-Henri Grandjean.

### Élections législatives de 1973
| Candidat       | Candidat         | Parti          | Premier tour | Premier tour | Second tour | Second tour |  |
| Candidat       | Candidat         | Parti          | Voix         | %            | Voix        | %           |  |
| -------------- | ---------------- | -------------- | ------------ | ------------ | ----------- | ----------- |  |
|                | Jacques Piot élu | UDR (URP)      | 19 234       | 33,98        | 31 767      | 56,59       |  |
|                | Jean Cordillot   | PCF            | 15 481       | 27,35        | 24 365      | 43,41       |  |
|                | Étienne Braun    | CD (MR)        | 12 855       | 22,71        | Retrait     | Retrait     |  |
|                | Michel Joch      | PS (UGSD)      | 7 832        | 13,83        | Retrait     | Retrait     |  |
|                | M. Bunel         | Divers droite  | 1 209        | 2,14         |             |             |  |
|                |                  |                |              |              |             |             |  |
| Inscrits       | Inscrits         | Inscrits       | 71 272       | 100,00       | 71 274      | 100,00      |  |
| Abstentions    | Abstentions      | Abstentions    | 13 469       | 18,9         | 12 705      | 17,83       |  |
| Votants        | Votants          | Votants        | 57 803       | 81,1         | 58 569      | 82,17       |  |
| Blancs et nuls | Blancs et nuls   | Blancs et nuls | 1 192        | 2,06         | 2 437       | 4,16        |  |
| Exprimés       | Exprimés         | Exprimés       | 56 611       | 97,94        | 56 132      | 95,84       |  |

Le suppléant de Jacques Piot était le Docteur André Mercier, chirurgien, Premier adjoint au maire de Joigny.

### Élections législatives de 1978
| Candidat       | Candidat                   | Parti          | Premier tour | Premier tour | Second tour | Second tour |  |
| Candidat       | Candidat                   | Parti          | Voix         | %            | Voix        | %           |  |
| -------------- | -------------------------- | -------------- | ------------ | ------------ | ----------- | ----------- |  |
|                | Jacques Piot sortant réélu | RPR            | 30 431       | 45,64        | 37 693      | 55,12       |  |
|                | Jean Cordillot             | PCF            | 17 011       | 25,51        | 30 689      | 44,88       |  |
|                | Roger Lassale              | PS             | 12 150       | 18,22        | Retrait     | Retrait     |  |
|                | Jacques Péron-Magnan       | PSD            | 2 179        | 3,27         |             |             |  |
|                | Michel Morange             | Divers droite  | 1 920        | 2,88         |             |             |  |
|                | André Ponchel              | PSU (FA)       | 1 217        | 1,83         |             |             |  |
|                | Jean-Claude Rohée          | LO             | 972          | 1,46         |             |             |  |
|                | Michel Douroux             | Divers (GO)    | 802          | 1,2          |             |             |  |
|                |                            |                |              |              |             |             |  |
| Inscrits       | Inscrits                   | Inscrits       | 81 937       | 100,00       | 81 882      | 100,00      |  |
| Abstentions    | Abstentions                | Abstentions    | 13 730       | 16,76        | 11 473      | 14,01       |  |
| Votants        | Votants                    | Votants        | 68 207       | 83,24        | 70 409      | 85,99       |  |
| Blancs et nuls | Blancs et nuls             | Blancs et nuls | 1 525        | 2,24         | 2 027       | 2,88        |  |
| Exprimés       | Exprimés                   | Exprimés       | 66 682       | 97,76        | 68 382      | 97,12       |  |

Le suppléant de Jacques Piot était le Docteur André Mercier, chirurgien, Premier adjoint au maire de Joigny. André Mercier remplaça Jacques Piot, décédé, du 3 septembre 1980 au 22 mai 1981.

### Élections législatives de 1981
| Candidat       | Candidat              | Parti          | Premier tour | Premier tour | Second tour | Second tour |  |
| Candidat       | Candidat              | Parti          | Voix         | %            | Voix        | %           |  |
| -------------- | --------------------- | -------------- | ------------ | ------------ | ----------- | ----------- |  |
|                | André Mercier sortant | RPR (UNM)      | 19 695       | 32,62        | 31 229      | 47,92       |  |
|                | Roger Lassale élu     | PS (MRG)       | 16 681       | 27,63        | 33 945      | 52,08       |  |
|                | Jean Cordillot        | PCF            | 13 195       | 21,85        | Retrait     | Retrait     |  |
|                | Étienne Braun         | UDF (PR)       | 9 816        | 16,26        |             |             |  |
|                | André Ponchel         | PSU            | 993          | 1,64         |             |             |  |
|                |                       |                |              |              |             |             |  |
| Inscrits       | Inscrits              | Inscrits       | 84 461       | 100,00       | 84 461      | 100,00      |  |
| Abstentions    | Abstentions           | Abstentions    | 23 341       | 27,64        | 18 051      | 21,37       |  |
| Votants        | Votants               | Votants        | 61 120       | 72,36        | 66 410      | 78,63       |  |
| Blancs et nuls | Blancs et nuls        | Blancs et nuls | 740          | 1,21         | 1 236       | 1,86        |  |
| Exprimés       | Exprimés              | Exprimés       | 60 380       | 98,79        | 65 174      | 98,14       |  |

Claude Josselin, ouvrier métallurgiste à Joigny était le suppléant de Roger Lassale.

### Élections législatives de 1988
| Candidat       | Candidat                        | Parti          | Premier tour | Premier tour | Second tour | Second tour |  |
| Candidat       | Candidat                        | Parti          | Voix         | %            | Voix        | %           |  |
| -------------- | ------------------------------- | -------------- | ------------ | ------------ | ----------- | ----------- |  |
|                | Philippe Auberger sortant réélu | RPR (URC)      | 18 476       | 35,68        | 31 021      | 55,91       |  |
|                | Jean-René Poillot               | PS             | 13 276       | 25,64        | 24 462      | 44,09       |  |
|                | Jean Cordillot                  | PCF            | 7 892        | 15,24        |             |             |  |
|                | Étienne Braun                   | UDF (PR)       | 6 812        | 13,16        |             |             |  |
|                | Pierre Delbreuve                | FN             | 5 326        | 10,29        |             |             |  |
|                |                                 |                |              |              |             |             |  |
| Inscrits       | Inscrits                        | Inscrits       | 78 224       | 100,00       | 78 296      | 100,00      |  |
| Abstentions    | Abstentions                     | Abstentions    | 25 526       | 32,63        | 21 336      | 27,25       |  |
| Votants        | Votants                         | Votants        | 52 698       | 67,37        | 56 960      | 72,75       |  |
| Blancs et nuls | Blancs et nuls                  | Blancs et nuls | 916          | 1,74         | 1 477       | 2,59        |  |
| Exprimés       | Exprimés                        | Exprimés       | 51 782       | 98,26        | 55 483      | 97,41       |  |

La suppléante de Philippe Auberger était Monique Loiseau, mère de famille, maire-adjoint de Sens.

### Élections législatives de 1993
| Candidat       | Candidat                        | Parti          | Premier tour | Premier tour | Second tour | Second tour |  |
| Candidat       | Candidat                        | Parti          | Voix         | %            | Voix        | %           |  |
| -------------- | ------------------------------- | -------------- | ------------ | ------------ | ----------- | ----------- |  |
|                | Philippe Auberger sortant réélu | RPR (UPF)      | 23 081       | 42,43        | 29 662      | 68,00       |  |
|                | Pierre Péres                    | FN             | 9 748        | 17,92        | 13 961      | 32,00       |  |
|                | Jean Cordillot                  | PCF            | 8 402        | 15,44        |             |             |  |
|                | Gérard Le Gall                  | PS (ADFP)      | 5 798        | 10,66        |             |             |  |
|                | Joël Broquet                    | GÉ (EÉ)        | 4 725        | 8,69         |             |             |  |
|                | Michel Morange                  | Divers droite  | 2 047        | 3,76         |             |             |  |
|                | Alberte Barillet                | LT-LNÉ         | 600          | 1,10         |             |             |  |
|                |                                 |                |              |              |             |             |  |
| Inscrits       | Inscrits                        | Inscrits       | 81 423       | 100,00       | 81 416      | 100,00      |  |
| Abstentions    | Abstentions                     | Abstentions    | 24 382       | 29,94        | 27 661      | 33,97       |  |
| Votants        | Votants                         | Votants        | 57 041       | 70,06        | 53 755      | 66,03       |  |
| Blancs et nuls | Blancs et nuls                  | Blancs et nuls | 2 640        | 4,63         | 10 132      | 18,85       |  |
| Exprimés       | Exprimés                        | Exprimés       | 54 401       | 95,37        | 43 623      | 81,15       |  |

Le suppléant de Philippe Auberger était Philippe Serré, maire UDF de Sens, conseiller général du canton de Sens-Ouest, avocat.

### Élections législatives de 1997
| Candidat       | Candidat                        | Parti             | Premier tour | Premier tour | Second tour | Second tour |  |
| Candidat       | Candidat                        | Parti             | Voix         | %            | Voix        | %           |  |
| -------------- | ------------------------------- | ----------------- | ------------ | ------------ | ----------- | ----------- |  |
|                | Philippe Auberger sortant réélu | RPR               | 14 468       | 26,24        | 33 012      | 68,15       |  |
|                | Pierre Péres                    | FN                | 11 245       | 20,4         | 15 429      | 31,85       |  |
|                | Jean Cordillot                  | PCF               | 9 511        | 17,25        |             |             |  |
|                | Gérard Bourgoin                 | Divers droite     | 7 525        | 13,65        |             |             |  |
|                | Dominique Calvary               | PS                | 6 667        | 2,4          |             |             |  |
|                | Jacqueline Prieur               | LDI (MPF)         | 1 322        | 2,4          |             |             |  |
|                | Alberte Barillet                | LT-LNÉ            | 1 288        | 2,34         |             |             |  |
|                | Bernard Pesquet                 | Les Verts         | 1 179        | 2,14         |             |             |  |
|                | Geneviève Olejniczak            | Divers écologiste | 634          | 1,15         |             |             |  |
|                | Cyril Boulleaux                 | MDC               | 427          | 0,77         |             |             |  |
|                | Alexandre Rousset               | Divers droite     | 421          | 0,76         |             |             |  |
|                | Bernard Teper                   | IR                | 238          | 0,43         |             |             |  |
|                | Philippe Blaess                 | Extrême droite    | 202          | 0,37         |             |             |  |
|                |                                 |                   |              |              |             |             |  |
| Inscrits       | Inscrits                        | Inscrits          | 82 407       | 100,00       | 82 394      | 100,00      |  |
| Abstentions    | Abstentions                     | Abstentions       | 24 688       | 29,96        | 25 102      | 30,47       |  |
| Votants        | Votants                         | Votants           | 57 719       | 70,04        | 57 292      | 69,53       |  |
| Blancs et nuls | Blancs et nuls                  | Blancs et nuls    | 2 592        | 4,49         | 8 851       | 15,45       |  |
| Exprimés       | Exprimés                        | Exprimés          | 55 127       | 95,51        | 48 441      | 84,55       |  |

Le suppléant de Philippe Auberger était Jean-Paul Séveyrat, maire de Paron.

### Élections législatives de 2002
| Candidat       | Candidat                        | Parti             | Premier tour | Premier tour | Second tour | Second tour |  |
| Candidat       | Candidat                        | Parti             | Voix         | %            | Voix        | %           |  |
| -------------- | ------------------------------- | ----------------- | ------------ | ------------ | ----------- | ----------- |  |
|                | Philippe Auberger sortant réélu | UMP               | 23 354       | 43,12        | 29 586      | 61,08       |  |
|                | Daniel Paris                    | PRG (PS)          | 13 189       | 24,35        | 18 853      | 38,92       |  |
|                | Édouard Ferrand                 | FN                | 9 769        | 18,04        |             |             |  |
|                | Dominique Calvary               | diss. PS          | 1 670        | 3,08         |             |             |  |
|                | Daniel Vey                      | LCR               | 1 185        | 2,19         |             |             |  |
|                | Jean-Marc Ribouleau             | Divers écologiste | 1 016        | 1,88         |             |             |  |
|                | Claude Dassié                   | MPF               | 973          | 1,8          |             |             |  |
|                | Andries Louws                   | CPNT              | 905          | 1,67         |             |             |  |
|                | Jocelyne Puget                  | LO                | 782          | 1,44         |             |             |  |
|                | Jean Coulon                     | MNR               | 637          | 1,18         |             |             |  |
|                | Jacques Dehergne                | Divers droite     | 364          | 0,67         |             |             |  |
|                | Hervé Blanquer                  | Divers            | 321          | 0,59         |             |             |  |
|                |                                 |                   |              |              |             |             |  |
| Inscrits       | Inscrits                        | Inscrits          | 87 634       | 100,00       | 87 603      | 100,00      |  |
| Abstentions    | Abstentions                     | Abstentions       | 32 338       | 36,9         | 36 853      | 42,07       |  |
| Votants        | Votants                         | Votants           | 55 296       | 63,1         | 50 750      | 57,93       |  |
| Blancs et nuls | Blancs et nuls                  | Blancs et nuls    | 1 131        | 2,05         | 2 311       | 4,55        |  |
| Exprimés       | Exprimés                        | Exprimés          | 54 165       | 97,95        | 48 439      | 95,45       |  |

Le suppléant de Philippe Auberger était Jean-Claude Leroy, conseiller général du canton de Sergines, maire de Sergines, enseignant.

### Élections législatives de 2007
| Candidat       | Candidat               | Parti          | Premier tour | Premier tour | Second tour | Second tour |  |
| Candidat       | Candidat               | Parti          | Voix         | %            | Voix        | %           |  |
| -------------- | ---------------------- | -------------- | ------------ | ------------ | ----------- | ----------- |  |
|                | Marie-Louise Fort élue | UMP            | 19 996       | 37,49        | 27 428      | 53,03       |  |
|                | Daniel Paris           | PRG (PS)       | 11 396       | 21,37        | 24 290      | 46,97       |  |
|                | Alexandre Bouchier     | UDF–MoDem      | 5 595        | 7,92         |             |             |  |
|                | Guy Languillat         | diss. UMP      | 4 224        | 7,92         |             |             |  |
|                | Édouard Ferrand        | FN             | 3 972        | 7,45         |             |             |  |
|                | Alain Ladrange         | SÉGA           | 1 646        | 3,09         |             |             |  |
|                | Jean-Luc Girault       | Les Verts      | 1 524        | 2,86         |             |             |  |
|                | Daniel Vey             | LCR            | 1 403        | 2,63         |             |             |  |
|                | François Lagardette    | MPF            | 1 042        | 1,95         |             |             |  |
|                | Serge Courtin          | CPNT           | 881          | 1,65         |             |             |  |
|                | Christophe Ben Ali     | MRC            | 613          | 1,15         |             |             |  |
|                | Jocelyne Puget         | LO             | 452          | 0,85         |             |             |  |
|                | Claude Fèvre           | Divers         | 361          | 0,68         |             |             |  |
|                | Annie Scaniglia-Kermin | PT             | 228          | 0,43         |             |             |  |
|                |                        |                |              |              |             |             |  |
| Inscrits       | Inscrits               | Inscrits       | 93 246       | 100,00       | 93 241      | 100,00      |  |
| Abstentions    | Abstentions            | Abstentions    | 38 346       | 41,12        | 39 054      | 41,89       |  |
| Votants        | Votants                | Votants        | 54 900       | 58,88        | 54 187      | 58,11       |  |
| Blancs et nuls | Blancs et nuls         | Blancs et nuls | 1 567        | 2,85         | 2 469       | 4,56        |  |
| Exprimés       | Exprimés               | Exprimés       | 53 333       | 97,15        | 51 718      | 95,44       |  |

### Élections législatives de 2012
| Candidat       | Candidat                          | Parti          | Premier tour | Premier tour | Second tour | Second tour |  |
| Candidat       | Candidat                          | Parti          | Voix         | %            | Voix        | %           |  |
| -------------- | --------------------------------- | -------------- | ------------ | ------------ | ----------- | ----------- |  |
|                | Marie-Louise Fort sortante réélue | UMP            | 18 837       | 36,71        | 27 304      | 55,28       |  |
|                | Nicolas Soret                     | PS             | 14 393       | 28,05        | 22 092      | 44,72       |  |
|                | Édouard Ferrand                   | FN             | 9 883        | 19,26        |             |             |  |
|                | Daniel Paris                      | PRG            | 4 311        | 8,40         |             |             |  |
|                | Élodie Delion                     | FG (PCF)       | 1 592        | 3,10         |             |             |  |
|                | Gérard Serré                      | DLR            | 526          | 1,03         |             |             |  |
|                | Michel Golliard                   | PDF            | 482          | 0,94         |             |             |  |
|                | Jean Roussel                      | AÉI            | 341          | 0,66         |             |             |  |
|                | Maryse Sanguinet-Tonnerre         | MÉI            | 323          | 0,63         |             |             |  |
|                | Michel Leme                       | NPA            | 249          | 0,49         |             |             |  |
|                | Jocelyne Puget                    | LO             | 233          | 0,45         |             |             |  |
|                | Annie Scaniglia-Kermin            | POI            | 142          | 0,28         |             |             |  |
|                |                                   |                |              |              |             |             |  |
| Inscrits       | Inscrits                          | Inscrits       | 89 161       | 100,00       | 89 161      | 100,00      |  |
| Abstentions    | Abstentions                       | Abstentions    | 37 082       | 41,59        | 38 192      | 42,83       |  |
| Votants        | Votants                           | Votants        | 52 079       | 58,41        | 50 969      | 57,17       |  |
| Blancs et nuls | Blancs et nuls                    | Blancs et nuls | 767          | 1,47         | 1 573       | 3,09        |  |
| Exprimés       | Exprimés                          | Exprimés       | 51 312       | 98,53        | 49 396      | 96,91       |  |

### Élections législatives de 2017
|                                                                          |                                                                                           |                           |                           |                          |                          |
|                                                                          |                                                                                           | Premier tour 11 juin 2017 | Premier tour 11 juin 2017 | Second tour 18 juin 2017 | Second tour 18 juin 2017 |
|                                                                          |                                                                                           |                           |                           |                          |                          |
|                                                                          |                                                                                           | Nombre                    | % des inscrits            | Nombre                   | % des inscrits           |
| Inscrits                                                                 | Inscrits                                                                                  | 89 158                    | 100,00                    | 89 137                   | 100,00                   |
| Abstentions                                                              | Abstentions                                                                               | 46 338                    | 51,97                     | 49 529                   | 55,57                    |
| Votants                                                                  | Votants                                                                                   | 42 820                    | 48,03                     | 39 608                   | 44,43                    |
|                                                                          |                                                                                           |                           | % des votants             |                          | % des votants            |
| Bulletins blancs                                                         | Bulletins blancs                                                                          | 634                       | 1,48                      | 2 564                    | 6,47                     |
| Bulletins nuls                                                           | Bulletins nuls                                                                            | 206                       | 0,48                      | 967                      | 2,44                     |
| Suffrages exprimés                                                       | Suffrages exprimés                                                                        | 41 980                    | 98,04                     | 36 077                   | 91,09                    |
|                                                                          |                                                                                           |                           |                           |                          |                          |
| Candidat Étiquette politique (partis et alliances)                       | Candidat Étiquette politique (partis et alliances)                                        | Voix                      | % des exprimés            | Voix                     | % des exprimés           |
|                                                                          |                                                                                           |                           |                           |                          |                          |
|                                                                          | Michèle Crouzet La République en marche                                                   | 12 028                    | 28,65                     | 20 057                   | 55,59                    |
|                                                                          | Julien Odoul Front national                                                               | 10 749                    | 25,61                     | 16 020                   | 44,41                    |
|                                                                          | Clarisse Quentin Les Républicains (Union des démocrates et indépendants)                  | 6 474                     | 15,42                     |                          |                          |
|                                                                          | Isabelle Michaud La France insoumise                                                      | 4 307                     | 10,26                     |                          |                          |
|                                                                          | Delphine Gremy Divers droite                                                              | 2 640                     | 6,29                      |                          |                          |
|                                                                          | Dominique Bourreau Parti socialiste (Parti radical de gauche - Europe Écologie Les Verts) | 2 206                     | 5,25                      |                          |                          |
|                                                                          | Bernard Beherec Écologiste (Mouvement 100 %)                                              | 844                       | 2,01                      |                          |                          |
|                                                                          | Sylvain Sifflet-Lafaverge Debout la France                                                | 762                       | 1,82                      |                          |                          |
|                                                                          | Patrick Blin Parti communiste français (Front de gauche - Parti communiste français)      | 688                       | 1,64                      |                          |                          |
|                                                                          | Xavier Poinsard Divers droite (Parti chrétien-démocrate)                                  | 312                       | 0,74                      |                          |                          |
|                                                                          | Simonne Pallant Lutte ouvrière                                                            | 281                       | 0,67                      |                          |                          |
|                                                                          | Isabelle Corrado Divers (Union populaire républicaine)                                    | 278                       | 0,66                      |                          |                          |
|                                                                          | Jean-Baptiste Dufay Divers                                                                | 183                       | 0,44                      |                          |                          |
|                                                                          | Muslimé Sunar Divers (Parti égalité et justice)                                           | 120                       | 0,29                      |                          |                          |
|                                                                          | Olivier Martin Divers gauche (Mouvement des progressistes)                                | 108                       | 0,26                      |                          |                          |
| Source : Ministère de l'Intérieur - Troisième circonscription de l'Yonne |                                                                                           |                           |                           |                          |                          |

### Élections législatives de 2022
| Résultats des élections législatives des 12 et 19 juin 2022 de la 3e circonscription de l'Yonne |                          |                          |                          |              |              |             |             |
| Candidat                                                                                        | Candidat                 | Parti et coalition       | Nuance                   | Premier tour | Premier tour | Second tour | Second tour |
| Candidat                                                                                        | Candidat                 | Parti et coalition       | Nuance                   | Voix         | %            | Voix        | %           |
|                                                                                                 | Julien Odoul,            | RN                       | RN                       | 14 897       | 35,17        | 21 429      | 55,84       |
|                                                                                                 | Michèle Crouzet          | MoDem (ENS)              | ENS                      | 9 114        | 21,52        | 16 949      | 44,16       |
|                                                                                                 | Manon Dené               | LFI (NUPES)              | NUP                      | 8 126        | 19,18        |             |             |
|                                                                                                 | Gilles Pirman            | LR (UDC)                 | LR                       | 4 588        | 10,83        |             |             |
|                                                                                                 | Laurence Louis-Stokober  | REC                      | REC                      | 1 461        | 3,45         |             |             |
|                                                                                                 | Florence Henry           | EAC                      | ECO                      | 1 061        | 2,50         |             |             |
|                                                                                                 | Véronique Frantz         | H diss.                  | DVC                      | 1 013        | 2,39         |             |             |
|                                                                                                 | Aline Wang               | LP (UPF)                 | DSV                      | 602          | 1,42         |             |             |
|                                                                                                 | Agnès Vignier            | PA                       | ECO                      | 543          | 1,28         |             |             |
|                                                                                                 | Mehdi Khan               | SE                       | DVG                      | 420          | 0,99         |             |             |
|                                                                                                 | Simonne Pallant          | LO                       | DXG                      | 271          | 0,64         |             |             |
|                                                                                                 | Annie Kermin             | POID                     | DXG                      | 262          | 0,62         |             |             |
| Votes valides                                                                                   | Votes valides            | Votes valides            | Votes valides            | 42 538       | 98,14        | 38 378      | 92,45       |
| Votes blancs                                                                                    | Votes blancs             | Votes blancs             | Votes blancs             | 562          | 1,30         | 2 361       | 5,69        |
| Votes nuls                                                                                      | Votes nuls               | Votes nuls               | Votes nuls               | 242          | 0,56         | 771         | 1,86        |
| Total                                                                                           | Total                    | Total                    | Total                    | 43 162       | 100          | 41 510      | 100         |
| Abstention                                                                                      | Abstention               | Abstention               | Abstention               | 46 557       | 51,89        | 48 233      | 53,75       |
| Inscrits / participation                                                                        | Inscrits / participation | Inscrits / participation | Inscrits / participation | 89 719       | 48,11        | 89 743      | 46,25       |

### Élections législatives de 2024
Député sortant : Julien Odoul (Rassemblement national)
| Candidat                 | Candidat                 | Parti et coalition       | Nuance                   | Premier tour | Premier tour |
| Candidat                 | Candidat                 | Parti et coalition       | Nuance                   | Voix         | %            |
| ------------------------ | ------------------------ | ------------------------ | ------------------------ | ------------ | ------------ |
|                          | Julien Odoul             | RN                       | RN                       | 28 735       | 50,44        |
|                          | Nicolas Soret            | PS (NFP)                 | UG                       | 14 530       | 25,51        |
|                          | Michèle Crouzet          | MoDem (ENS)              | ENS                      | 9 973        | 17,51        |
|                          | Grégoire Weigel          | SE                       | DVD                      | 2 271        | 3,99         |
|                          | Annick Vilbois           | REC                      | REC                      | 568          | 1,00         |
|                          | Simone Pallant           | LO                       | EXG                      | 541          | 0,95         |
|                          | Jean-Charles Kermin      | PT                       | EXG                      | 350          | 0,61         |
|                          |                          |                          |                          |              |              |
| Votes valides            | Votes valides            | Votes valides            | Votes valides            | 56 968       | 97,37        |
| Votes blancs             | Votes blancs             | Votes blancs             | Votes blancs             | 1 053        | 1,80         |
| Votes nuls               | Votes nuls               | Votes nuls               | Votes nuls               | 483          | 0,83         |
| Total                    | Total                    | Total                    | Total                    | 58 504       | 100          |
| Abstention               | Abstention               | Abstention               | Abstention               | 31 212       | 34,79        |
| Inscrits / participation | Inscrits / participation | Inscrits / participation | Inscrits / participation | 89 716       | 65,21        |